# یوتی‌سی ۱:۰۰-
| سیاه    | یوتی‌سی ۱:۰۰-: زمان کیپ ورد                                                                       |
| سبز     | ساعت هماهنگ جهانی: ساعت گرینویچ                                                                  |
| آبی     | یوتی‌سی ۱:۰۰+: زمان اروپای مرکزی · زمان غرب آفریقا                                                |
| قرمز    | یوتی‌سی ۲:۰۰+: زمان شرق اروپا · زمان آفریقای مرکزی · ساعت رسمی مصر · زمان استاندارد آفریقای جنوبی |
| زرد     | یوتی‌سی ۳:۰۰+: زمان شرق آفریقا                                                                    |
| خاکستری | یوتی‌سی ۴:۰۰+: زمان موریس · زمان سیشل                                                             |

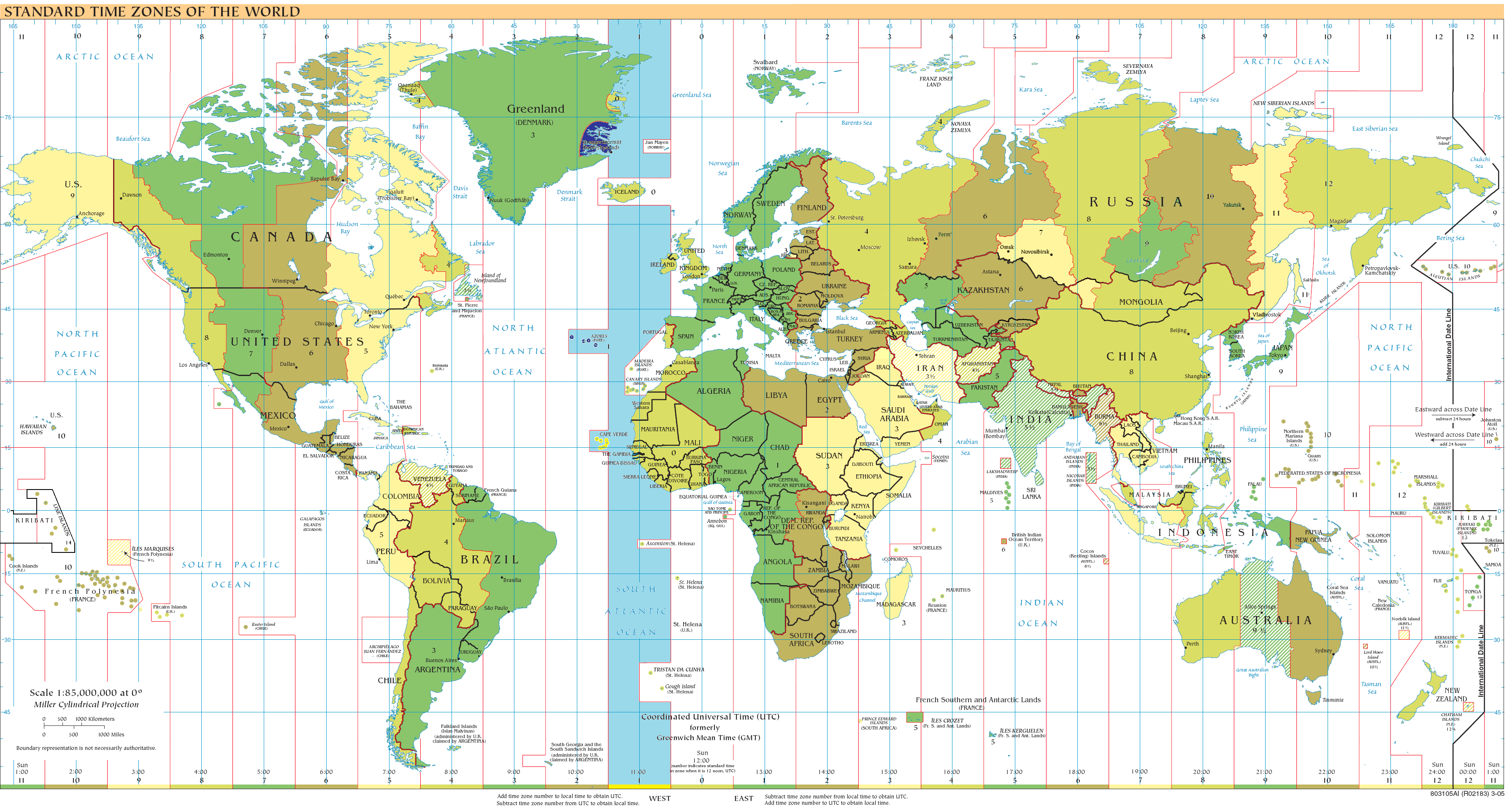
UTC−01: آبی (دسامبر), نارنجی (June), زرد (تمام سال), Light آبی - محدوده دریا

هم‌اکنون زمان‌بندی گرینویچ منفی ۱:۰۰ (به انگلیسی: UTC-1:00) برای اندازه گیری زمان کاربرد دارد.

## زمان استاندارد در تمام سال
- کیپ ورد

## زمان استاندارد نیمکره شمالی
- گرینلند
  - گرینلند (Ittoqqortoormiit محدوده‌های اطراف  -شناخته‌شده اتحادیه اروپا DST rules-)
- آزور (پرتغال)